# Lamborghini Espada
Lamborghini Espada är en sportbil, tillverkad av den italienska biltillverkaren Lamborghini mellan 1968 och 1978.
Espadan var en fyrsitsig Gran turismo-vagn. Espadan var Lamborghinis dittills mest framgångsrika modell och den höll företaget flytande under en stor del av det oroliga 1970-talet. Produktionen uppgick till 1217 exemplar.
Varianter:
| Modell  | Motor               | Cylindervolym | Effekt                            | Bränsle                     |
| ------- | ------------------- | ------------- | --------------------------------- | --------------------------- |
| 400 GT  | 12-cyl V-motor dohc | 3929 cm³      | 1968-1970 325 hk 1970-1978 350 hk | 6 st Weber 40DCOE förgasare |
| 400 GTS | 12-cyl V-motor dohc | 3929 cm³      | 1973-1978 365 hk                  | 6 st Weber 40DCOE förgasare |